# Hans von Lüpke
Hans Johannes Eberhard Burghard von Lüpke (* 28. Dezember 1866 in Müden (Aller); † 1. Januar 1934 in Göttingen) war ein deutscher, liberaler Theologe lutherischer Prägung und Publizist sowie führend in der Deutschen Dorfkirchenbewegung.

## Leben
Lüpke wuchs in Hermannsburg  und Bethel auf. Er studierte Theologie in Tübingen, Erlangen und Göttingen. Als ihn die hannoversche Kirchenbehörde wegen einer Zeitungsfehde kündigte, ging er nach Thüringen und wurde 1893 Hilfsprediger in Jena. 1894 war er Pfarrer in Clodra, 1901 in Thalbürgel, 1911 Oberpfarrer und Superintendent in Auma, 1917 Pfarrer in Windischleuba, 1919 in Isenhagen/Hannover. 1925 ließ er sich emeritieren, um sich ganz publizistischer Arbeit zu widmen, und siedelte nach Göttingen über. 1933 erhielt er von der dortigen Theologischen Fakultät einen Lehrauftrag für »Fragen des deutschen evangelischen Volkskirchentums«.

## Wirken
Lüpkes Hauptverdienst war die Herausgabe der Zeitschrift »Die Dorfkirche« (seit 1907), »Illustrierte Monatsschrift zur Pflege des religiösen Lebens in heimatlicher und volkstümlicher Gestalt«. Der Schriftsteller Heinrich Sohnrey hatte ihn dafür gewonnen. Durch regionale Zusammenkünfte der Leser entstand die Deutsche Dorfkirchenbewegung, der Lüpke Profil und Impulse gab. Die Theologische Fakultät der Universität Marburg verlieh ihm am 31. Oktober 1917 die Ehrendoktorwürde. Dem Nationalsozialismus stand er unkritisch gegenüber.

## Werke
- Christvesper : Ein Kriegweihnachtsspiel für Heer und Marine. Deutsche Landbuchhandlung, Berlin 1915 (Schriften zur Dorfkirche. H. 7).
- Kirchliches Erntedankfestspiel im Kriege. Deutsche Landbuchhandlung, Berlin 1915, 2. Aufl. (Schriften zur Dorfkirche. H. 6).
- Luthers Bergpredigt. Deutsche Landbuchhandlung, Berlin 1919.
- Die deutsche Volkshochschule für das Land. Beyer, Langensalza 1919 (mehrere Auflagen) (Die deutsche Volkshochschule. H. 2; Friedrich Mann's Pädagogisches Magazin. H. 697).
- Christkirche. Deutsche Landbuchhandlung, Berlin 1921 (2. Auflage der Christvesper).
- Volkstümlichkeit. Langensalza: H. Beyer & Söhne, 1927 (Die Deutsche Volkshochschule. H. 43; Friedrich Mann's Pädagogisches Magazin. H. 1145).
- Jugendglaube. Ein Buch für die Jugend und die an ihr arbeiten Deutsche Landbuchhandlung, Berlin 1930.
- Kirche und Nationalsozialismus in ihrer Entscheidungsstunde. Deutsche Landbuchhandlung, Berlin 1932 (Sonderdruck aus: Dorfkirche. Jg. 25, H. 3).
- Kirchliche Erntedankfestfeiern. Deutsche Landbuchhandlung, Berlin 1933 (Neuauflage von Schriften zur Dorfkirche. H. 6).
- Kirchliches Festspiel zur Luther- und Reformationsfestfeier. Deutsche Landbuchhandlung, Berlin 1933 (Schriften zur Dorfkirche. H. 11).